# Ґжимек
Ґжимек (пол. Grzymek) — село в Польщі, у гміні Жаб'я Воля Ґродзиського повіту Мазовецького воєводства.
Населення — 94 особи (2011).
У 1975-1998 роках село належало до Скерневицького воєводства.

## Демографія
Демографічна структура станом на 31 березня 2011 року:
|          | Загалом | Допрацездатний вік | Працездатний вік | Постпрацездатний вік |
| -------- | ------- | ------------------ | ---------------- | -------------------- |
| Чоловіки | 57      | 13                 | 34               | 10                   |
| Жінки    | 37      | 5                  | 19               | 13                   |
| Разом    | 94      | 18                 | 53               | 23                   |